# キンタマーニ郡

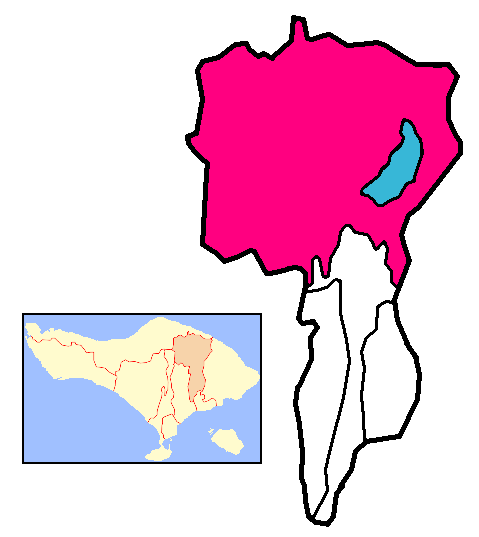
キンタマーニ郡の位置

キンタマーニ郡 (キンタマーニぐん、Kecamatan Kintamani) は、インドネシア共和国バリ州バンリ県北部の郡。観光地、避暑地として有名なキンタマーニ高原で知られる。オタマジャクシ形をしたバンリ県の頭の部分にあたる。

## 隣接自治体
バンリ県
- バンリ郡
- トゥンブク郡

カランガセム県
- ルンダン郡
- クブ郡

ブレレン県
- トゥジャクラ郡
- クブタンバハン郡

バドゥン県
- ペタン郡

## 地域
- アバンソガン村
- アバントゥディンディン村
- アブアン村
- アワン村
- バンタン村
- バトゥカアン村
- バトゥール・スラタン村
- バトゥール・トゥンガー村
- バトゥール・ウタラ村
- バユンチャリッ村
- バユンガデ村
- ブランチャン村

- ブランディンガン村
- ブランガ村
- ブラティー村
- ビニャン村
- ボニョー村
- ブアハン村
- ブヌティン村
- チャトゥール村
- ダウッ村
- ダウサ村
- グヌンバウ村
- カトゥン村

- クディサン村
- キンタマーニ村
- クトゥー村
- ランガハン村
- ルンブアン村
- マングー村
- マニクリユ村
- メンガニ村
- パンゲジャラン村
- ピンガン村
- サトラ村
- スカアン村

- スカルダディ村
- スルルン村
- スラヒ村
- シアキン村
- ソンガンA村
- ソンガンB村
- スバヤ村
- スカワナ村
- ストゥル村
- トルニャン村
- ウリアン村